# Online Computer Library Center

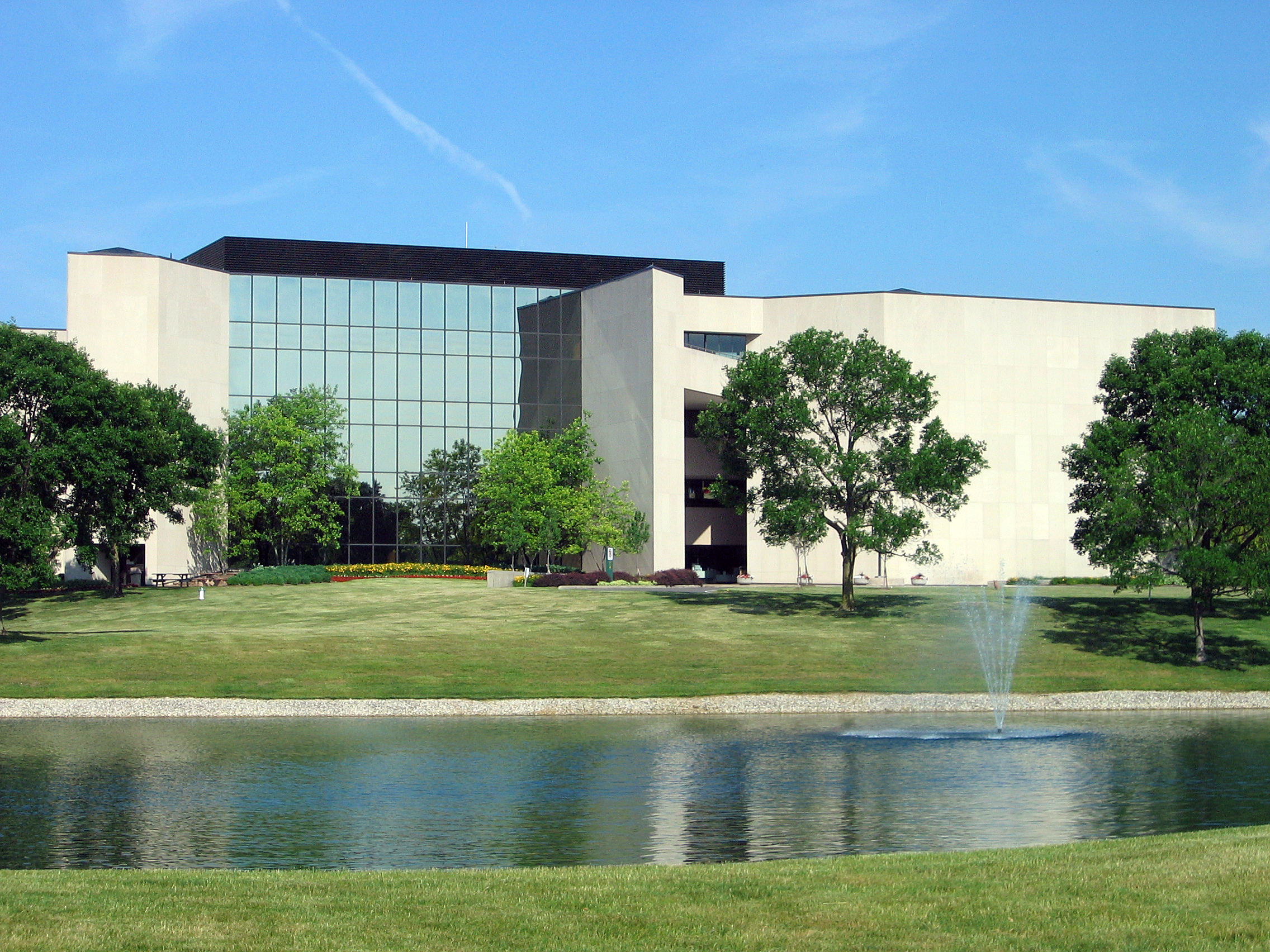
Siedziba OCLC

Online Computer Library Center, Inc. (OCLC) – według definicji zamieszczonej na oficjalnej stronie internetowej:

Organizacja członkowska i serwis operujący na zasadzie nonprofit o charakterze badawczym i usługowym w zakresie bibliotekarstwa cyfrowego, poświęcone ulepszaniu ogólnoświatowego dostępu do zasobów informacyjnych, zarazem pomniejszania jego kosztu.

Powstała w 1967 jako Ohio College Library Center. Obecnie ponad 60 tys. bibliotek w 112 krajach i terytoriach z całego świata korzysta z usług OCLC w celach znalezienia, pozyskania, katalogowania, wypożyczania i konserwacji zasobów umieszczanych w bibliotekach. Organizacja ta była tworem Freda Kilgoura, a jej siedziba znajduje się w miasteczku Dublin, opodal stolicy stanu Ohio: Columbus.
W 2002 OCLC pozyskało NetLibrary, dostawcę materiałów cyfrowych w internecie, a także posiada 100% akcji OCLC PICA, producenta rozwiązań w zakresie automatyzacji bibliotek, które to przedsiębiorstwo z kolei rezyduje w Leiden w Holandii, przemianowane na OCLC pod koniec 2007 W czerwcu 2006, inna organizacja w tej samej branży, Research Libraries Group (RLG) połączyła się z OCLC.
11 stycznia 2008 OCLC ogłosiło kupno przedsiębiorstwa EZproxy.

## Virtual International Authority File
OCLC uruchomiło i prowadzi projekt Virtual International Authority File (VIAF), mający na celu połączenie zasobów katalogowych wielu bibliotek narodowych. W sierpniu 2013 w projekcie uczestniczyły:

- National Library of Australia
- Library and Archives Canada
- Biblioteka Narodowa Republiki Czeskiej
- Bibliotheca Alexandrina (Egipt)
- Flemish Public Libraries
- Bibliothèque nationale de France
- SUDOC (Francja)
- Deutsche Nationalbibliothek
- Getty Research Institute(inne języki)
- Państwowa Biblioteka Széchényiego (Węgry)
- Biblioteka Narodowa Izraela
- Istituto Centrale per il Catalogo Unico(inne języki) (Włochy)
- Narodowa Biblioteka Parlamentarna Japonii (Japonia)
- BIBSYS (Norwegia)
- NUKAT (Polska)
- Biblioteca Nacional de Portugal
- Biblioteca Nacional de España
- National Library of Sweden
- Swiss National Library
- RERO (Szwajcaria)
- Library of Congress
- Biblioteca Nacional de México
- British Library
- National Agricultural Library(inne języki)
- National Library of Medicine
- National Library of New Zealand
- National Library of South Africa(inne języki)
- National Library of Wales
- Biblioteka Watykańska

Testowo
- Dansk BiblioteksCenter(inne języki)
- National Library of the Netherlands
- Russian State Library
- Wikipedia (wersja angielska)
- National Library Board(inne języki) (Singapur)
- Biblioteka Narodowa (Polska)
- Biblioteca de Catalunya